# Heinrich Johann Franz von Strattmann
Heinrich Johann Franz, hrabia von Strattmann (ur. 1662, zm. 1707) – austriacki dyplomata. Jego ojcem był Theodor von Strattmann (zm. 1693) cesarki kanclerz nadworny (Hofkanzler).
W latach 1691–1693 Heinrich Johann Franz, hrabia von Strattmann był posłem w Londynie, a w latach 1700–1705 działał jako austriacki poseł w Polsce.